# 사토 요헤이
사토 요헤이(일본어: 佐藤 洋平, 1972년 11월 22일~)는 일본의 전 축구 선수이다.

## 구단 경력
과거 가시마 앤틀러스, 콘사돌레 삿포로, 주빌로 이와타에서 활동하였다.